# テングタケ亜属
テングタケ亜属(Subgenus Amanita)はテングタケ属の亜属の1つ。

## 定義
テングタケ属のうち、かさの周縁部に放射状の条溝を生じ、その胞子が、ヨウ素溶液によって灰色～帯青灰色に呈色しない（非アミロイド性）分類群をまとめたグループである。
子実体はやや小形ないしごく大形で、よく発達した中心生の柄を備え、かさの裏に形成される子実層托は常にひだ状をなす。テングタケ属の定義に従い、ひだの実質部（中軸部）の菌糸配列は、ひだの縁の方向に向かって逆Ｖ字形をなしている（逆散開型）。また、大部分の種では、子実体を構成する菌糸はかすがい連結を欠いているが、担子器の基部においてのみ、かすがい連結を有する種類がいくつか知られている。
外被膜はすべての種類に備わっており、その組織が通常の菌糸を主として構成されていれば、柄の基部に袋状ないし鞘状の「つぼ」を形成し、あるいはかさの表面に、不規則に裂けた膜質の裂片として残存するが、外被膜が主に嚢状あるいは楕円体状もしくは円筒状の細胞から構成されている種では、子実体の生長に伴い、その外側を包んでいた外被膜は細かく砕け、いぼ状あるいは粒状ないし粉状の破片として、柄の基部およびかさの表面に残存することとなる。内被膜は一部の種を除いて存在しており、多くの場合、じゅうぶんに生長してかさが展開した子実体では、柄のなかほどに位置した膜状の「つば」として残る。

## 生態
経験則的にではあるが、ほとんど全ての種が、ブナ科・マツ科・カバノキ科・フタバガキ科フトモモ科などの樹木の細い根の細胞間隙に菌糸を侵入させ、いわゆる外生菌根を形成して生活していると考えられる。

## 分布
熱帯から寒帯にまで広く分布しているが、共生する樹木の分布に随伴して、種レベルの分布域が形成されている。

## 下位分類
Singerの分類体系によれば、日本産の分類群は以下のように整理される。

### テングタケ節（SectionAmidella)
外被膜はもろく、子実体の生長に伴って崩れ、いぼ状ないし粉状の破片となってかさの上面および柄の基部に残る。大部分は、柄に明瞭な「つば」を形成する。
- テングタケ(Amanita pantherina (DC.) Krombh. var. pantherina）－日本産のものについては、変種や、よく似た別種が混在している可能性がある。
- イボテングタケ（Amanita ibotengutake Oda, Tanaka, & Tsuda）-前種とながらく混同されていた。
- テングタケダマシ(Amanita sychnopyramis Corner & Bas f. subannulata Hongo）－基準品種（f. sychnopyramis）はシンガポールから報告されている。
- ベニテングタケ（Amanita muscaria (L.) Lam. var. muscaria）－亜属ならびに節のタイプ種である。通常はカバノキ科の樹木に外生菌根を形成するとされているが、ときにマツ科（トウヒ属など）の林内に発生することがある。日本では、変種、もしくはよく類似した別種が混在している可能性がある。
- ウスキテングタケ（Amanita orientigemmata Z.-L. Yang & Y. Doi）－従来はヨーロッパ産のAmanita gemmata (Fr.) Bertillon と同一種として扱われてきたが、顕微鏡的にいくつかの差異があり、独立種として記載された。
- カブラツルタケ（Amanita pseudovaginata Hongo）
- ヒメコガネツルタケ（Amanita melleiceps Hongo）
- ヒメコナカブリツルタケ（Amanita parcivolvata(Peck) Gilb.）－日本産の標本にこの学名を当てることの妥当性については、再検討の余地があるという。
- ヒメベニテングタケ（Amanita rubrovolvata S. Imai）－北海道産の標本をもとに新種記載された。ながらく日本特産種とされてきたが、現在では韓国・中国・ネパール・インド・タイなど、東南アジア各地からも分布が確認されている。
- イボコガネテングタケ（Amanita pseudogemmata Hongo）－
- カバイロコナテングタケ（Amanita rufoferruginea Hongo）－日本と韓国および中国に分布する。中国では有毒であるとされている。
- ハイカグラテングタケ（Amanita sinensis Z.-L. Yang）－子実体はしばしば非常に巨大である。中国から記載された種類であるが、日本およびネパールにも分布する。
- シロオビテングタケ（Amanita concentrica Oda, Tanaka & Tsuda）－全体が乳白色を呈し、かさの表面に散らばった外被膜の破片が多少尖ったピラミッド状をなすことからは、マツカサモドキ亜属のシロオニタケ節に属するもののように見える。しかし、かさの周縁部に短い条溝をあらわし、胞子が非アミロイド性であることから、テングタケ亜属に分類されている。

### ツルタケ節（SectionVaginatae）
外被膜は例外的な一部の種を除けばもろくなく、通常は柄の基部に鞘状の「つぼ」となって残存する。内被膜を欠き、柄には「つば」を持たない。
- ツルタケ（Amanita vaginata (Bull.) Lam. var. vaginata）-節のタイプ種。類似した種が数多く、それらとの異同については今後の再検討を要する。
- シロツルタケ（Amanita alba Gill.）-しばしば、前種の変種あるいは品種として扱われてきたが、分子系統学的解析によって独立種とするのが妥当であると考えられている。
- カバイロツルタケ（Amanita fulva Fr.）-シロツルタケと同様に、従来はツルタケの変種または品種とみなされることが多かったが、現在では独立種として扱われている。
- オオツルタケ（Amanita punctata(Cleland & Cheel) Reid）-ツルタケに非常に類似しており、しばしば変種もしくは品種として扱われていた。現在では、独立種の一つとみなされる。
- ナガミノツルタケ（Amanita mairei Foley f. mairei）-子実体の外観はツルタケと非常に類似しており、顕微鏡的観察を行わなければ、正確な区別はつけにくい。
- テングツルタケ（Amanita ceciliae (Berk. & Br.) Bas）-「つば」を欠くことからツルタケ節に置かれているが、外被膜は完全な「つぼ」を形成せず、小さな破片となって、かさの上面および柄の基部に付着する点で異色な種類である。
- ヨソオイツルタケ（Amanita hamadae Nagas. & Hongo）
- カッパツルタケ（Amanita battarae (Boud.) Bon）－日本産の標本に基づく知見（特に顕微鏡的な特徴）についてはまだ公表されておらず、この学名を当てるのが正しいかどうかについては疑問の余地がある。

### タマゴタケ節（SectionCaesareae）
外・内被膜はともによく発達し、柄に永存性の「つば」と「つぼ」とを形成する。
- タマゴタケ（Amanita hemibapha (Berk. & Broome) Sacc.）-節のタイプ種。本種に似て、子実体全体が白色を呈するものがあるといわれているが、その分類学的位置はまだ明らかにされていない。
- キタマゴタケ（Amanita javanica (Corner & Bas) Oda, Tanaka, & Tsuda）-ながらく、前種タマゴタケの一亜種として取り扱われてきたが、現在では独立種とされている。
- チャタマゴタケ（Amanita similis Boed.）-東南アジアから記載されたもので、日本では関西以西に分布する。キタマゴタケと同様に、従来はタマゴタケの一亜種として扱われていた。
- フチドリタマゴタケ（Amanita rubromarginata Har. Takah.）-現在までのところ、確実な産地は沖縄県（石垣島）のみであるが、広島県下からもよく似た菌が採集されている。
- セイヨウタマゴタケ（Amanita caesarea (Scop.) Pers. var. caesarea）-北海道に分布するとされているが、日本産の標本に基づく詳細な記載は、まだ公に発表されていない。また、北海道以南における分布状況についても、さだかでない。
- ミヤマタマゴタケ（Amanita imazekii Oda, Tanaka, & Tsuda）-和名に反し、深山でなくても見出される。
- ドウシンタケ（Amanita escuenta Hongo & Matsuda）-新潟県産の標本をもとに記載された種であるが、中国にも分布する。
- ツルタケダマシ（Amanita spreta Peck）-有毒菌であるとの疑いが強く持たれている。
- タマゴテングタケモドキ（Amanita longistriata S. Imai）-ひだが白色ではなくピンク色を呈する（ただし胞子紋は白色）点以外は、前種ツルタケダマシに非常によく似ており、両者を同一種内の変異として扱う意見もある。前種と同様に、有毒である可能性が指摘されている。